# كوينتن إل. كوك
كوينتن إل. كوك (بالإنجليزية: Quentin L. Cook)‏ هو محامي أمريكي، ولد في 8 سبتمبر 1940 في لوغان في الولايات المتحدة.